# Aleksandr Klepikov
Aleksandr Grigor'evič Klepikov (in russo Александр Григорьевич Клепиков?; Leningrado, 23 maggio 1950 – 26 febbraio 2021) è stato un canottiere sovietico, dal 1991 russo.

## Palmarès

### Olimpiadi
- 1 medaglia:
  - 1 oro (Montréal 1976 nel quattro con)

### Mondiali
- 2 medaglie:
  - 1 oro (Nottingham 1975 nel quattro con)
  - 1 argento (Amsterdam 1977 nell'otto)